# Karolina Gąsecka
Karolina Gąsecka (20 augustus 1999) is een voormalig Pools langebaanschaatsster. 
In 2016 nam Gąsecka deel aan de Olympische Jeugdwinterspelen 2016. In 2018 behaalde zij brons op de teamsprint tijdens het WK Junioren in Salt Lake City. In 2019 debuteerde ze op de Europese kampioenschappen in Collalbo.
Sinds 11 november 2018 is zij houdster van het nationaal record op de 10.000 meter.

## Persoonlijke records[3]
| Afstand     | Tijd     | Datum            | Baan                |
| ----------- | -------- | ---------------- | ------------------- |
| 500 meter   | 40,29    | 9 november 2019  | Tomaszów-Mazowiecki |
| 1000 meter  | 1.18,42  | 18 oktober 2019  | Inzell              |
| 1500 meter  | 1.59,54  | 8 februari 2020  | Calgary             |
| 3000 meter  | 4.14,28  | 14 december 2019 | Nagano              |
| 5000 meter  | 7.25,64  | 6 december 2019  | Nur-Sultan          |
| 10000 meter | 16.27,45 | 11 november 2018 | Tomaszów-Mazowiecki |

## Resultaten
| Jaar | EK Allround             | WK Allround             | WK Afstanden     | WK Junioren                               |
| ---- | ----------------------- | ----------------------- | ---------------- | ----------------------------------------- |
| 2015 |                         |                         |                  | 15e (29e, 21e, 19e, 15e)                  |
| 2016 |                         |                         |                  | 23e (44e, 32e, 37e, 22e) 7e achtervolging |
| 2017 |                         |                         |                  | 18e (36e, 22e, 31e, 13e)                  |
| 2018 |                         |                         |                  | DQ (21e, 19e, DQ, 15e)                    |
| 2019 | NC16 (15e, 15e, 16e, -) |                         |                  |                                           |
| 2020 |                         | NC23 (21e, 24e, 23e, -) | 5e achtervolging |                                           |

(#, #, #, #) = afstandspositie op juniorentoernooi (500m, 1500m, 1000m, 3000m) of op allroundtoernooi (500m, 3000m, 1500m, 5000m).
NC16 = niet gekwalificeerd voor de laatste afstand, maar wel als 16e geklasseerd in de eindrangschikking
DQ = diskwalificatie voor bepaalde afstand